# Grama Vidiyal
Grama Vidiyal (GV) — микрофинансовая организация, работающая в 4 штатах Индии. Начиная с 1993 года Grama Vidiyal, изначально в партнерстве с Activists for Social Alternatives, предоставляет микрозаймы женщинам, у которых нет доступа к обычным кредитам и которые, как правило, имеют ежедневные доходы меньше, чем 80 рупий (≈ 1,26 доллара) в день. В 2013 году совокупный портфель займов от Grama Vidiyal превысил 120 млн долларов США, а количество заёмщиков составило 652 тыс. человек, причём 100 % из них — женщины. GV заняла 4 место среди микрофинансовых организаций в развивающемся мире и первое в Индии в 2007 году по версии «MIX Global 100 : Rankings of Microfinance Institutions — Composite Ranking».
В 2018 году была приобретена банком IDFC и переименована в IDFC Bharat Ltd.

## История
Grama Vidiyal была основана как дочерняя компания бангладешской Activists for Social Alternatives (ASA) в 1993 году. Деятельность ASA изначально была сосредоточена на работе с бедными слоями населения, мотивируя их при помощи образования, тренингов, информационных технологий и защиты их прав. Grama Vidiyal до апреля 1997 года официально являлась филиалом ASA, но после этого зарегистрировалась в качестве отдельной благотворительной организации.
В 2007 году Grama Vidiyal меняет свою деятельность с благотворительной на микрофинансовую. Новый статус компании в качестве НКО ставит GV под государственное регулирование деятельности, но позволит организации иметь бо́льший собственный капитал.

## Займы
Grama Vidiyal предлагает три вида займов для своих клиентов.
- Генеральный заём (англ. General Loan) — основной вид займа (около 80 % от общего кредитного портфеля GV). Это небольшие беспроцентные займы, предлагаемые женщинам-предпринимателям. Кредиты выдаются группам женщин из 5 или более человек, каждый из членов группы является гарантом для других. Погашение по кредитам производятся на еженедельных совещаниях, при содействии руководителей на местах. GV использует системы контроля, чтобы убедиться, что выданные деньги используются для получения прибыли или инвестированы в другие молодые проекты.

- Многоцелевой заём (англ. Multipurpose Loan) — выдаётся клиентам, которые уже получали генеральный заём, регулярно и своевременно погашавшие его. Эти кредиты обычно предоставляются для отправления ребёнка в школу и к праздникам. Многоцелевой заём составляет небольшую часть операций Grama Vidiyal, занимая примерно от 7 до 10 % всего портфеля займов.

- Бизнес-заём (англ. Business Loan) — индивидуальный заём не требующий поручительства, но направленный на более широкое применение. При реализации займа должна присутствовать бизнес-концепция, денежные потоки, и рентабельность деятельности предпринимателя. Заём выдаётся сроком на год или два, в зависимости от платёжеспособности клиента. Эти займы составляют от 7 до 10 % портфеля займов GV.

## Другие услуги
- Страхование — GV является одним из крупных микрострахователей Индии. Организация получила премию в Shimmer Category Insurance от ING и PlaNet Finance. Программа микрофинансирования GV была изучена МОТ в 2005 году с последующей публикацией[6]. Grama Vidiyal занимается микрострахованием с 1993 года. Текущим партнёром GV является немецкая страховая компания Allianz.

- Networking and Federation — в сотрудничестве с ASA, Grama Vidiyal реализует различные социальные программы. В их числе лоббизм, защита прав женщин, расширение прав и возможностей бедных и неприкасаемых, а также помощь детям из бедных семей получить образование.

## Инвесторы
В Grama Vidiyal настоящее время инвестируют бизнесмены и компании. Одним из наиболее известных инвесторов является миллиардер Винод Хосла, сооснователь Sun Microsystems и бывший партнер венчурной компании Kleiner Perkins. Unitus Equity Fund, инвестирующий в развивающиеся микрофинансовые компании, вложил в Grama Vidiyal 23,6 млн долларов.